# 6350 Schlüter
A 6350 Schluter (ideiglenes jelöléssel 3526 P-L) a Naprendszer kisbolygóövében található aszteroida. Cornelis Johannes van Houten,  Ingrid van Houten-Groeneveld és Tom Gehrels fedezte fel 1960. október 17-én.